# Britain Covey
Britain Covey (Provo, 18 marzo 1997) è un giocatore di football americano statunitense che milita nel ruolo di wide receiver per i Philadelphia Eagles della National Football League (NFL).

## Carriera

### Philadelphia Eagles
Dopo non essere stato scelto nel Draft NFL 2022, Covey firmò con i Philadelphia Eagles. Fu svincolato il 30 agosto 2022 e rifirmò con la squadra di allenamento il giorno successivo. Fu promosso nel roster attivo per la gara del primo turno contro i Detroit Lions, facendo il suo debutto con due punt ritornati per 13 yard. Covey firmò per il roster attivo il 1º ottobre. Nella settimana 13 contro i Tennessee Titans ritornò 6 punt per 105 yard, a una media di 17,5 yard l'uno. La sua prima stagione regolare si chiuse disputando tutte le 17 partite e a fine anno raggiunse il Super Bowl LVII.

## Palmarès
- Super Bowl : 1

Philadelphia Eagles: LIX
- National Football Conference Championship: 2

Philadelphia Eagles: 2022, 2024